# Öffentliche Einrichtung
Eine öffentliche Einrichtung ist ein unbestimmter Rechtsbegriff ohne übergreifende Legaldefinition mit je nach Zusammenhang unterschiedlichem Bedeutungsinhalt. Im weiteren Sinne ist der Begriff mit dem der öffentlichen Stelle bedeutungsgleich. Im engeren Sinn bezeichnet öffentliche Einrichtung im deutschen Kommunalrecht eine im öffentlichen Interesse unterhaltene Organisation, die durch eine behördliche Widmung den Einwohnern zugänglich gemacht wird und über welche die Gemeinde als Träger die Dienst- und Fachaufsicht ausübt.

## Kommunalrecht

### Allgemeines
Der Begriff ist weit zu fassen. Im zitierten Urteil vom September 1975 ging es um den Anspruch einer politischen Partei auf Benutzung einer öffentlichen Einrichtung für eine der Unterhaltung dienende Großveranstaltung (Pressefest). Unter diesen Begriff fallen insbesondere auch Plätze, die für Großveranstaltungen, die der Unterhaltung dienen, genutzt werden. Einrichtung kann auch jeder tatsächlich benutzbare Gegenstand sein, neben einer einzelnen Sache kann es sich auch um eine Sachgesamtheit oder nur um den Bestandteil einer Sache handeln. Öffentliche Einrichtungen sind auch Sportplätze, Parks, Grünanlagen, Kirmesplätze sowie „Freizeitanlagen aller Art“. Nicht darunter fallen jedoch Sachen im Gemeingebrauch, wie etwa die öffentlichen Straßen. Zweck sowie Benutzungsart und -umfang werden durch die Widmung festgelegt. 

### Einrichtung zur Daseinsvorsorge
Die weitaus meisten öffentlichen Einrichtungen werden von den Gemeinden im Rahmen der Daseinsvorsorge bereitgestellt. Sofern es sich nicht um im Rahmen von Pflichtaufgaben vorzuhaltende Einrichtungen handelt, ist die Gemeinde bei der Entscheidung über die Schaffung bzw. Erhaltung öffentlicher Einrichtungen frei. So kann sie, wenn es etwa die finanzielle Lage erfordert, die Bibliothek, das Museum, das Theater, den Sportplatz oder das Schwimmbad schließen, nicht aber die Schule oder den Friedhof. Ebenfalls grundsätzlich freigestellt ist die Wahl der Organisationsform. Sofern nicht ausnahmsweise eine gesetzliche Verpflichtung zur öffentlich-rechtlichen Organisation besteht, kann die Einrichtung auch in einer Rechtsform des Privatrechts betrieben werden. Mögliche Organisationsformen sind daher neben der einer Anstalt oder Stiftung des öffentlichen Rechts, eines Regie- oder eines Eigenbetriebs auch GmbH, AG etc. Für ihre Stadtwerke oder zumindest ihre Verkehrsbetriebe haben die weitaus meisten Gemeinden inzwischen eine Form des Privatrechts gewählt.

### Anspruch auf Nutzung
Nach den Gemeindeordnungen der Länder haben alle Einwohner der Gemeinde grundsätzlich einen Anspruch auf Benutzung der öffentlichen Einrichtungen der Gemeinde. Die Gemeindeordnungen verstehen hierunter die für die wirtschaftliche, soziale und kulturelle Betreuung ihrer Einwohner erforderlichen und von Gemeinden geschaffenen Institutionen (beispielsweise § 8 Abs. 1 GemO NRW), wobei den Einwohnern, juristischen Personen und Personenvereinigungen ein Nutzungsrecht eingeräumt ist (§ 8 Abs. 2 und Abs. 4 GemO NRW). Die wirtschaftliche Betreuung wird insbesondere durch Versorgungsunternehmen und Wirtschaftsförderung wahrgenommen, soziale Betreuung vor allem durch das Sozialamt und kulturelle Betreuung durch die kommunale Kulturhoheit. Den Einwohnern gleichgestellt sind auch Forensen mit Sitz in der Gemeinde.
Dieses Nutzungsrecht ist nach der Zweistufentheorie stets öffentlich-rechtlicher Natur, auch wenn die Einrichtung privatrechtlich betrieben wird. Er ist also in jedem Falle auf dem Verwaltungsrechtsweg einzuklagen. Einschränkungen können sich aus dem Widmungszweck oder aus der Benutzungsordnung ergeben. Wenn die Nachfrage die Kapazität der Einrichtung übersteigt, muss wegen des Gleichheitsgrundsatzes das Auswahlverfahren nach objektiven Kriterien gestaltet werden. Zulässig sind beispielsweise das Windhundprinzip, das Rotationsprinzip oder das Losverfahren. Den anderen Personen die Benutzung einer Einrichtung zu gestatten, liegt im Ermessen der Gemeinde.

## Bankrecht
Öffentliche Einrichtung ist im Bankrecht ein Rechtsbegriff, der in der Kapitaladäquanzverordnung (englische Abkürzung CRR; hier Art. 214 Abs. 2c) vorkommt. Nach Art. 116 Abs. 4 CRR darf deren Rückbürgschaft wie öffentliche Bürgschaften behandelt werden. Sie ist eine „öffentliche Stelle“, die gemäß Art. 4 Nr. 8 CRR eine nicht gewerbliche Verwaltungseinrichtung darstellt, „die von Zentralstaaten, regionalen oder lokalen Gebietskörperschaften oder von Behörden, die die gleichen Aufgaben wie regionale und lokale Behörden wahrnehmen, getragen wird oder ein im Besitz von Zentralstaaten oder regionalen oder lokalen Gebietskörperschaften befindliches oder von diesen errichtetes und gefördertes Unternehmen ohne Erwerbszweck, für das eine einer ausdrücklichen Garantie gleichstehende Haftung gilt, und kann selbst verwaltete Einrichtungen des öffentlichen Rechts, die einer öffentlichen Beaufsichtigung unterliegen, einschließen“.